# Degré Fahrenheit
Pour les articles homonymes, voir Fahrenheit (homonymie).

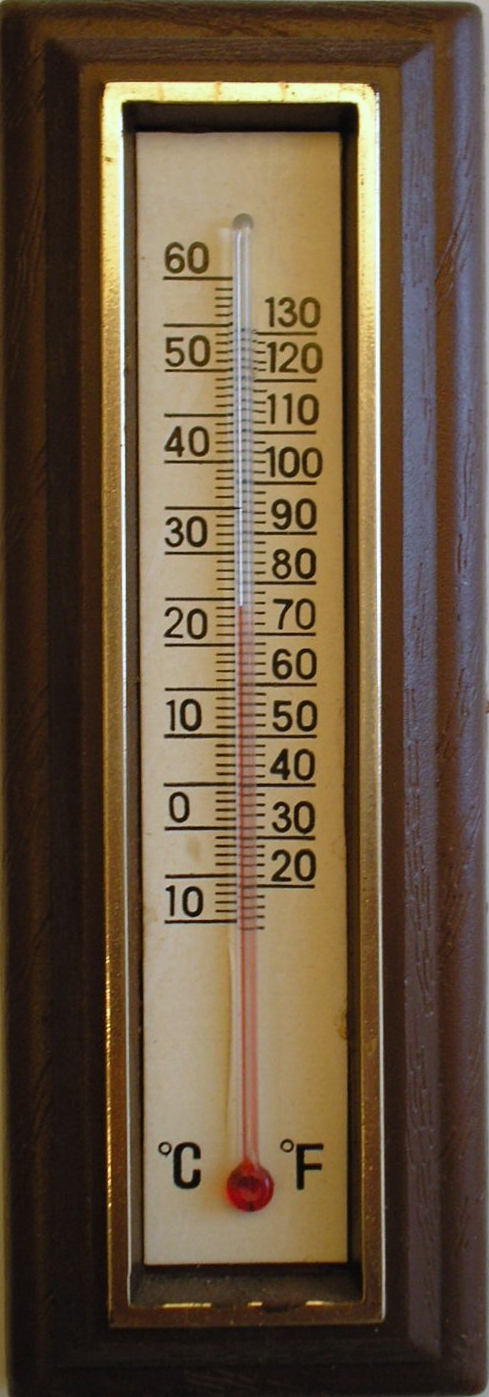
Thermomètre à alcool à double échelle de mesure.

Le degré Fahrenheit (symbole : °F) est une unité de mesure de la température, proposée par le physicien allemand Daniel Gabriel Fahrenheit en 1724. Historiquement, dans cette échelle, le point zéro était la température de solidification d'un mélange eutectique de chlorure d'ammonium et d'eau, et le point 96 était la température du corps humain. Fahrenheit vérifia que le point de solidification de l’eau était de 32 degrés et son point d'ébullition de 212 degrés Fahrenheit.
Aujourd'hui, l'échelle Fahrenheit est calée sur l'échelle Celsius par la relation :
{\displaystyle T{\text{(°F)}}={\frac {9}{5}}T{\text{(°C)}}+32}.

## Utilisation

Pays utilisant l'échelle des degrés Fahrenheit.
Pays utilisant l'échelle des degrés Fahrenheit et l'échelle des degrés Celsius.
Pays utilisant l'échelle des degrés Celsius.

L’échelle de Fahrenheit est aujourd'hui utilisée aux États-Unis, au Bélize, aux îles Caïmans et au Liberia. Au Canada, elle est, selon les coutumes, utilisable à titre d'échelle complémentaire. Dans les autres pays du Commonwealth, où elle était largement utilisée, elle a été remplacée par l'échelle Celsius au cours de la seconde moitié du XXe siècle.

## Historique

Traduction : « point d’ébullition de l'eau » et « point de fusion de l'eau ».

### Définition initiale
Fahrenheit décida de définir son échelle par deux températures de référence. Il définit en laboratoire la température basse de référence comme la température de solidification d’un mélange eutectique d’un volume égal de chlorure d'ammonium et d’eau (aquae & salis ammoniaci). Cette température correspondrait initialement à la plus basse qu’il eût mesurée durant l'hiver de 1708 à 1709 dans sa ville natale de Dantzig[réf. nécessaire] ; la température haute est celle d'un humain en bonne santé, prise sous l'aisselle ou dans la bouche (« in ore vel sub axillis hominis in statu sano »).
Il divisa d'abord cet intervalle en douze unités avant de se raviser et de subdiviser chacune de ces unités en huit degrés. La différence entre les deux températures de référence fut dès lors fixée à 12 × 8, soit 96 degrés (°F).
Fahrenheit observa que, dans son échelle, l’eau gèle, à pression atmosphérique normale, à 32 degrés et bout à 212 degrés, soit une différence de 180 degrés.

### Alignement sur les changements d'état de l'eau
Quelque temps après la mort de Daniel Fahrenheit, on constata que les points de solidification et d’ébullition de l'eau pure dans son échelle auraient été légèrement différents de 32 °F et 212 °F, respectivement. Il fut alors décidé de recalibrer l’échelle en prenant les valeurs 32 °F et 212 °F comme points de solidification et d’ébullition de l’eau pure.
Ces températures de l'eau servirent en 1742 à définir le degré Celsius.

### Alignement sur le Système international
L'échelle Fahrenheit actuelle est définie par une stricte correspondance avec l'échelle Kelvin du Système international d'unités de mesure : le zéro absolu (0,00 K) est à −459,67 °F et un écart de température de 5 K est égal à un écart de 9 °F. Dans cette échelle, le point de fusion de la glace, sous pression atmosphérique normale, est à 32,001 6 °F, et le point d'ébullition à 211,971 0 °F.

## Conversion en degrés Celsius

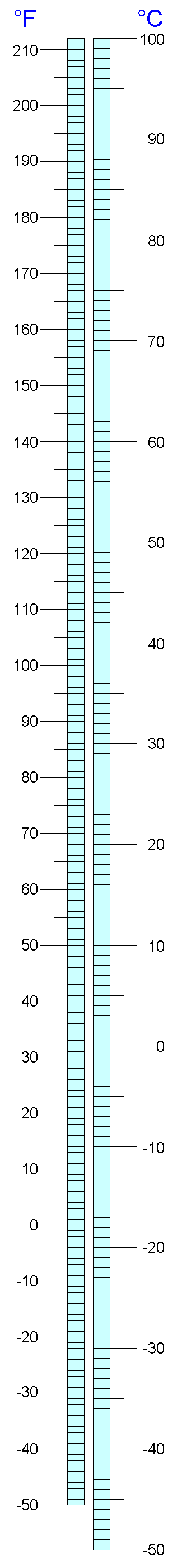
Degrés Fahrenheit (°F) et degrés Celsius (°C).

Pour convertir en degrés Celsius une température donnée en degrés Fahrenheit, il convient de soustraire 32 et de diviser le nombre ainsi obtenu par 1,8 (9/5 = 1,8).
{\displaystyle T({\text{°C}})={\frac {T({\text{°F}})-32}{1,8}}}
Pour 50 °F, on obtient : 50 − 32 = 18, puis 18/1,8 = 10 ; donc 50 °F = 10 °C.
Une bonne approximation est : (T(°F) − 32)/2 + 10 %.
Exemple : (50  − 32)/2 + 10 % = 9,9 °C.
Conversion en degrés Fahrenheit : {\displaystyle T({\text{°F}})=T({\text{°C}})\times 1,8+32}.

### Quelques températures notables
| °F      | °C      | Commentaire                                                                                      |
| ------- | ------- | ------------------------------------------------------------------------------------------------ |
| −40,000 | −40,000 | Point remarquable pour l’équivalence exacte des échelles.                                        |
| 0,000   | −17,778 | Température la plus basse que Gabriel Fahrenheit ait pu mesurer en laboratoire.                  |
| 32,000  | 0,000   | Point de fusion de la glace sous 1,013 25 bar.                                                   |
| 98,600  | 37,000  | Température approximative du corps humain.                                                       |
| 100,400 | 38,000  | Température approximative du corps humain.                                                       |
| 211,955 | 99,975  | Point d’ébullition de l’eau (valeur précise) à la pression atmosphérique dite normale.           |
| 212,000 | 100,000 | Point d’ébullition de l’eau (valeur usuelle approchée) à la pression atmosphérique dite normale. |

### Quelques points d'alignement Fahrenheit/Celsius
| °F      | °C      | Commentaire                                               |
| ------- | ------- | --------------------------------------------------------- |
| −459,67 | −273,15 | Point du zéro absolu.                                     |
| −40,00  | −40,00  | Point remarquable pour l’équivalence exacte des échelles. |
| 5,00    | −15,00  |                                                           |
| 14,00   | −10,00  |                                                           |
| 23,00   | −5,00   |                                                           |
| 32,00   | 0,00    | Point de fusion de la glace.                              |
| 41,00   | 5,00    |                                                           |
| 50,00   | 10,00   |                                                           |
| 59,00   | 15,00   |                                                           |
| 68,00   | 20,00   |                                                           |
| 77,00   | 25,00   |                                                           |
| 86,00   | 30,00   |                                                           |
| 95,00   | 35,00   |                                                           |
| 100,00  | 38,00   | Température normale approximative du corps humain.        |
| 104,00  | 40,00   |                                                           |
| 113,00  | 45,00   |                                                           |
| 122,00  | 50,00   |                                                           |
| 131,00  | 55,00   |                                                           |
| 140,00  | 60,00   |                                                           |
| 149,00  | 65,00   |                                                           |
| 158,00  | 70,00   |                                                           |
| 167,00  | 75,00   |                                                           |
| 176,00  | 80,00   |                                                           |
| 185,00  | 85,00   |                                                           |
| 194,00  | 90,00   |                                                           |
| 203,00  | 95,00   |                                                           |
| 212,00  | 100,00  | Point d’ébullition de l'eau.                              |

## Conversions dans d'autres échelles de température
| Kelvin  | [K] = ([°F] + 459,67) × 5/9      | [°F] = [K] × 9/5 − 459,67        |
| Celsius | [°C] = ([°F] − 32) × 5/9         | [°F] = [°C] × 9/5 + 32           |
| Rankine | [°Ra] = [°F] + 459,67            | [°F] = [°Ra] − 459,67            |
| Réaumur | [°Ré] = ([°F] − 32) × 4/9        | [°F] = [°Ré] × 9/4 + 32          |
| Newton  | [°N] = ([°F] − 32) × 11/60       | [°F] = [°N] × 60/11 + 32         |
| Rømer   | [°Rø] = ([°F] − 32) × 7/24 + 7,5 | [°F] = ([°Rø] − 7,5) × 24/7 + 32 |
| Delisle | [°De] = (212 − [°F]) × 5/6       | [°F] = 212 − [°De] × 6/5         |